# 사랑의 공개홀
사랑의 공개홀은 1991년 12월 12일에서 1992년 3월 19일까지 방영했던 버라이어티 프로그램이다.

## 개요
TV에서 노래를 부르고 싶어하는 보통 사람들의 욕구도 충족시켜주며 불우한 이웃도 도와주는 계기를 마련하는 성금 모금을 위한 프로그램 노래 토크 중계차 네트워크 등 다양한 진행의 변화로 프로그램에 활력을 주며 매일 생방송으로 진행한다.